# George Paulet, 12. markýz z Winchesteru
George Paulet, 12. markýz z Winchesteru (7. června 1722 – 22. dubna 1800) byl anglický šlechtic.

## Život
Narodil se 7. června 1722 jako osmý a nejmladší syn Nortona Pauleta a Jane Morley.
Zastával několik právních funkcí. Dne 29. října 1750 se stal Gentleman Usherem prince Frederika Ludvíka Hannoverského a v letech 1758–1772 princezny Augusty Sasko-Gothajské.
Roku 1759 vystřídal Charles Paulet svého otce jako vévoda z Boltonu.
Roku 1761 se George stal High Sheriffem Hampshiru. Roku 1764 zemřela manželka Harry Pauleta, 6. vévody z Boltonu, který byl považován za předpokládaného dědice.
Dne 7. ledna 1762 se oženil s Marthou Ingoldsby. Spolu měli tři děti:
- Charles Paulet, 13. markýz z Winchesteru (1764–1843)
- Lord Henry Paulet (1767–1832)
- Lady Urania Anne Paulet, vdaná za Henryho de Burgh, 1. markýze z Clanricarde, poté za kolonela Petera Kingtona a následně za admirála Josepha Sydney Yorke

V červenci 1765 zemřel 5. vévoda a jeho nástupcem se stal jeho mladší bratr Harry, který se zároveň stal markýzem z Winchesteru. Protože nový vévoda měl tehdy pouze dceru a žádné přeživší bratry nebo synovce, Georgův starší bratr William Paulet se stal dědicem šlechtického titulu markýze z Winchesteru. V dubnu 1765 se nový vévoda oženil, ale jeho manželka porodila opět dceru.
Roku 1765 začal George působit jako poslanec za Winchester. Dne 23. prosince stejného roku se stal Groom Porterem krále Jiřího III.
Roku 1774 zemřel Georgův bratr William, proto se stal předpokládaným dědicem titulu markýze.
Roku 1793 byl ustanoven Lord Lieutenantem Hampshiru. Po vévodově smrti titul vévody zanikl a rodu byl ponechán titul markýze. Roku 1797 byl jmenován viceadmirálem Dorsetu a Hampshiru.
Zemřel 22. dubna 1800.